# Независимая либеральная партия (Тринидад и Тобаго)
Независимая либеральная партия (англ. Independent Liberal Party; НЛП) — политическая партия в Тринидаде и Тобаго, основана в 2013 году Джеком Уорнером.

## История
Независимая либеральная партия была основана Джеком Уорнером после того, как он не был переизбран кандидатом при перевыборах в Чагуанас-Уэст от Объединённого национального конгресса. Партия образовалась как политическое объединение в Чагуанас.
В сентябре 2013 года после поражения на выборах 2015 года Уорнер ушёл с поста руководителя партии. Лидером партии стал адвокат Рекха Рамджит, бывший председатель партии, опередивший 10 октября 2015 года Симеона Махабира на внутрипартийных выборах..

## Участие в выборах
Джек Уорнер был избран в Палату представителей Тринидада и Тобаго 29 июля 2013 года на довыборах от округа Чагуанас-Уэст, получив 69,09% голосов и опередив кандидата от Объединённого национального конгресса Хадиджаха Амина.
Партия участвовала в 136 избирательных округах на выборах в местные органы власти 21 октября 2013 года. Она получила в сумме 102 918 голосов и 3 места в местных советах: два в Чагуанас и один в Тунапуна-Пиарко. Во время выборов мэра и заместителя мэра Чагуанаса 6 ноября 2013 года один из избранных от НЛП советников Фаик Мохаммед предпочёл проголосовать за кандидата от Объединённого национального конгресса Вандану Мохита вместо кандидата от НЛП Фалиша Исаака, когда 600 избирателей подписали петицию, возражая против назначения Исаака. Мохаммед был обвинен Уорнером в получении взятки в 2,5 млн долларов от ОНК и был исключён из НЛП. Против Уорнера был подан иск о клевете, в котором Мухаммед победил в 2014 году.
На парламентских выборах 2015 года партия участвовала в 26 из 41 округа, но получила 0.7% голосов и ни одного места парламента.
На местных выборах 2016 года партия выдвинула 7 кандидатов, но потеряла все места и не участвовала в местных выборах 2019 года. 